# Kenmore (Washington)
Kenmore è una città degli Stati Uniti, situata nella contea di King, nello Stato di Washington.

## Geografia fisica
La città è situata sulle rive settentrionali del lago Washington. Le coordinate geografiche di Kenmore sono 47°45′10″N 122°14′50″W (47.752870 -122.247360). Kenmore ha una superficie di 16,2 km², di cui 16 coperti da terra e 0,2 coperti d'acqua. Le città limitrofe sono: Bothell, Shoreline, Woodinville, Kingsgate e Mountlake Terrace. Kenmore è situata a 9 m s.l.m.

## Società

### Evoluzione demografica
Secondo il censimento del 2000, Kenmore contava 18.678 abitanti e 7.307 famiglie. La densità di popolazione era di 1.152,96 abitanti per chilometro quadrato. Le unità abitative erano 7.562, con una media di 466,79 per chilometro quadrato. La composizione razziale contava l'86,70% di bianchi, l'1,39% di afroamericani, lo 0,37% di afroamericani, il 7,16% di asiatici e l'1,24% di altre razze. Gli ispanici e i latini erano il 3,51% della popolazione residente. Il 56,1% delle famiglie erano coppie sposate che vivono insieme.
Il 24,5% della popolazione aveva meno di 18 anni, il 7,5% aveva tra i 18 e i 24 anni, il 31,9% aveva tra i 25 e i 44 anni, il 25,8% aveva tra i 45 e i 64 anni e il 10,3% avevano più di 65 anni. L'età media della popolazione era di 38 anni. Per ogni 100 donne c'erano 98,7 uomini. Il reddito per una famiglia era di $61.756. Gli uomini avevano un reddito mediano di $50.160, mentre le donne di $35.570. Circa il 4,8% delle famiglie e il 5,7% della popolazione erano al di sotto della soglia di povertà.